# Mario Zanforlin
Mario Zanforlin (Pontecchio Polesine, 16 dicembre 1934 – Asiago, 12 agosto 2016) è stato uno psicologo ed etologo italiano.

## Biografia
Laureatosi all'Università di Padova nel 1963, con una tesi in psicologia sperimentale sotto la guida di Fabio Metelli, fu, per qualche anno, assistente all'Università di Trento, quindi si recò a Edimburgo, dove, nel 1968, conseguì un dottorato in etologia e psicologia animale con Aubrey Manning.
Nel 1969, ritornò all'Università di Padova, come assistente di psicologia animale e comparata, divenendone ordinario nel 1975. Dal 1973 al 1976 diresse pure il locale Istituto di Psicologia Sperimentale. Nel 2007 fu collocato fuori ruolo, quindi nominato professore emerito.
Fu stato uno dei padri dell'etologia italiana, fondatore della Società Italiana di Etologia, di cui fu presidente, portando in Italia gli indirizzi aperti da Nikolaas Tinbergen (di cui Manning era allievo). Al contempo, sulla scia della tradizione gestaltica italiana, che in Padova ha le origini storiche con le opere di Vittorio Benussi, Fabio Metelli e Cesare Musatti, Zanforlin dette pure notevoli contributi alla psicologia della Gestalt e alla psicofisiologia, nonché allo studio del comportamento umano e animale, della percezione visiva e dell'evoluzione dei processi cognitivi. Le sue ricerche si sono metodologicamente contraddistinte per aver sempre dato una preminente impostazione comparativa alla prospettiva da cui guardare ai fenomeni psicologici in esame.
Visiting alla Cornell University, membro della Association for the Study of Animal Behaviour (ASAB), dell'Accademia Galileiana di Scienze, Lettere ed Arti di Padova, nonché socio onorario della International Society for Gestalt Theory and Applications, tenne relazioni su invito sia presso numerose università italiane e straniere che in vari congressi internazionali.  
Fra i suoi molti allievi, Giorgio Vallortigara.